# Онікс (Каліфорнія)
Онікс (англ. Onyx) — переписна місцевість (CDP) в США, в окрузі Керн штату Каліфорнія. Населення — 457 осіб (2020).

## Географія
Онікс розташований за координатами 35°40′11″ пн. ш. 118°13′39″ зх. д. / 35.66972° пн. ш. 118.22750° зх. д. (35.669860, -118.227621).  За даними Бюро перепису населення США в 2010 році переписна місцевість мала площу 29,86 км², з яких 29,66 км² — суходіл та 0,20 км² — водойми.

## Демографія
Згідно з переписом 2010 року, у переписній місцевості мешкало 475 осіб у 214 домогосподарствах у складі 121 родини. Густота населення становила 16 осіб/км².  Було 295 помешкань (10/км²).
Расовий склад населення:
| - 85,5 % — білих - 1,9 % — корінних американців - 0,8 % — чорних або афроамериканців - 3,4 % — осіб інших рас |

До двох чи більше рас належало 8,4 %. Частка іспаномовних становила 6,3 % від усіх жителів.
За віковим діапазоном населення розподілялося таким чином: 17,3 % — особи молодші 18 років, 58,9 % — особи у віці 18—64 років, 23,8 % — особи у віці 65 років та старші. Медіана віку мешканця становила 51,4 року. На 100 осіб жіночої статі у переписній місцевості припадало 98,7 чоловіків;  на 100 жінок у віці від 18 років та старших — 98,5 чоловіків також старших 18 років.
Середній дохід на одне домашнє господарство  становив 39 224 долари США (медіана — 29 537), а середній дохід на одну сім'ю — 37 819 доларів (медіана — 28 935). За межею бідності перебувало 34,4 % осіб, у тому числі 0,0 % дітей у віці до 18 років та 0,0 % осіб у віці 65 років та старших.
Цивільне працевлаштоване населення становило 103 особи. Основні галузі зайнятості: освіта, охорона здоров'я та соціальна допомога — 29,1 %, оптова торгівля — 26,2 %, фінанси, страхування та нерухомість — 17,5 %, транспорт — 13,6 %.